# Campeonato Mundial de Lucha de 1992
El XLIV Campeonato Mundial de Lucha se realizó en Lyon (Francia) entre el 4 y el 5 de septiembre de 1992 bajo la organización de la Federación Internacional de Luchas Asociadas (FILA) y la Federación Francesa de Lucha. Solamente se compitió en las categorías del estilo libre femenino.

## Resultados

### Lucha libre femenina
| Evento | Oro                                | Plata                   | Bronce                           |
| ------ | ---------------------------------- | ----------------------- | -------------------------------- |
| 44 kg  | Pan Yanping China                  | Shoko Yoshimura Japón   | Tatiana Karamchakova Rusia       |
| 47 kg  | Zhong Xiue China                   | Tetei Alibekova Rusia   | Miho Adachi Japón                |
| 50 kg  | Patricia Saunders Estados Unidos   | Yoshiko Endo Japón      | Martine Poupon Francia           |
| 53 kg  | Wendy Yzaguirre González Venezuela | Akemi Kawasaki Japón    | Liudmila Popova Rusia            |
| 57 kg  | Ryoko Sakae Japón                  | Marine Roy Francia      | Line Johansen · Noruega          |
| 61 kg  | Ine Barlie · Noruega               | Kimie Hoshikawa Japón   | Kong Yan China                   |
| 65 kg  | Wang Chaoli China                  | Wu Huei-Li China Taipéi | Elmira Kurbanova Rusia           |
| 70 kg  | Xiomara Guevara Venezuela          | Yayoi Urano Japón       | Chen Chin-Ping China Taipéi      |
| 75 kg  | Liu Dongfeng China                 | Mitsuko Funakoshi Japón | Linda Johnsen-Holmeide · Noruega |

## Medallero
| Núm. | País           | Oro | Plata | Bronce | Total |
| ---- | -------------- | --- | ----- | ------ | ----- |
| 1    | China          | 4   | 0     | 1      | 5     |
| 2    | Venezuela      | 2   | 0     | 0      | 2     |
| 3    | Japón          | 1   | 6     | 1      | 8     |
| 4    | Noruega        | 1   | 0     | 2      | 3     |
| 5    | Estados Unidos | 1   | 0     | 0      | 1     |
| 6    | Rusia          | 0   | 1     | 3      | 4     |
| 7    | Francia        | 0   | 1     | 1      | 2     |
| 7    | China Taipéi   | 0   | 1     | 1      | 2     |
|      | TOTAL          | 9   | 9     | 9      | 27    |